# Bandiera gialla (film 1950)
Bandiera gialla (Panic in the Streets) è un film del 1950 diretto da Elia Kazan. La pellicola segnò l'esordio dell'attore Jack Palance.

## Trama
New Orleans: uno straniero proveniente dall'Armenia viene assassinato. L'autopsia rivela che era affetto da peste. La città viene messa in quarantena e inizia la caccia agli assassini dell'uomo prima che questi possano far propagare il morbo fra la popolazione. Il tenente medico Clinton Reed e il capitano di polizia Tom Warren cercano in ogni modo di risalire alle persone frequentate dall'armeno. Gli inconsapevoli portatori del contagio fanno di tutto per non farsi trovare dalla polizia, visto che sono anche gli assassini ricercati.

## Produzione
La scena della risalita sulla nave lungo una corda è stata girata dagli stessi Richard Widmark e Jack Palance dopo che due stuntmen avevano fallito.

## Riconoscimenti
Presentato in concorso alla 15ª Mostra internazionale d'arte cinematografica di Venezia, il film ha vinto l'Oscar al miglior soggetto.
Nel 1950 il National Board of Review l'ha inserito nella lista dei migliori dieci film dell'anno.